# Robert Zelle

Robert Zelle

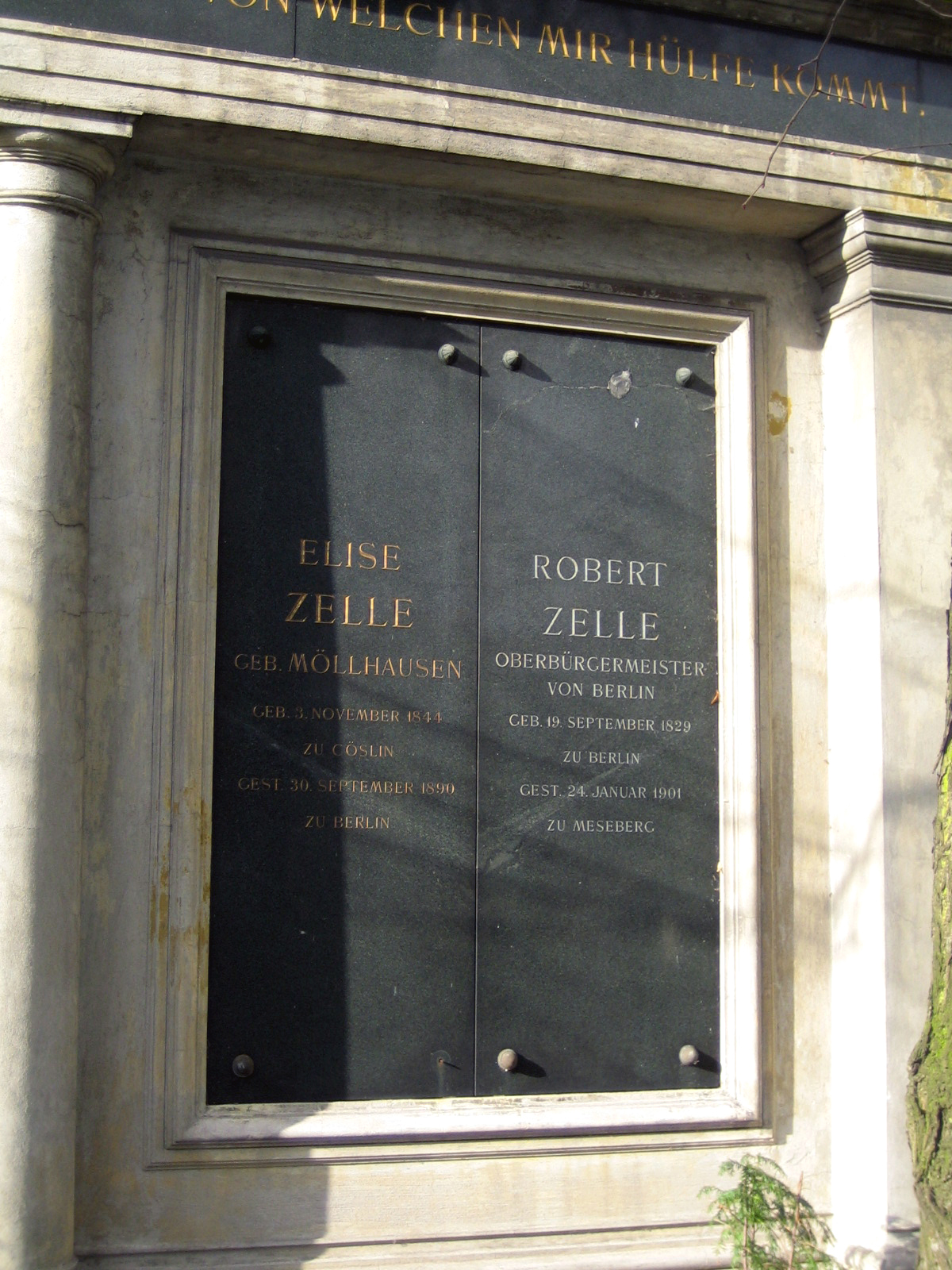
Grab von Robert Zelle

Robert Zelle (* 19. September 1829 in Berlin; † 25. Januar 1901 in Meseberg bei Gransee) war ein deutscher Politiker und zwischen 1892 und 1898 Oberbürgermeister von Berlin.

## Leben und Wirken
Robert Zelle studierte in Berlin und Bonn Rechtswissenschaft. Während seines Studiums wurde er 1848 Mitglied der Burschenschaft Alemannia Bonn, 1849 der Alten Berliner Burschenschaft Alemannia und war 1851 Mitstifter des Corps Vandalia Berlin. Nach seinem Studium ging er 1851 in den preußischen Staatsdienst. 1861 wurde er Stadtrat im Magistrat von Berlin. Später wurde er Stadtsyndikus, bevor er 1891 zum Bürgermeister und 1892 zum Oberbürgermeister von Berlin gewählt wurde. Am 1. Oktober 1898 legte er sein Amt nieder.
Ab 1873 war Zelle auch Mitglied des preußischen Abgeordnetenhauses, wo er der Freisinnigen Partei angehörte. Nach seiner Wahl zum Oberbürgermeister wurde er zum Mitglied des Herrenhauses ernannt.
1895 wurde die Zellestraße in Berlin-Friedrichshain nach ihm benannt.
Robert Zelle ist auf dem Kirchhof der St.-Thomas-Gemeinde an der Hermannstraße in Berlin-Neukölln neben seiner Frau Elise Zelle begraben. Es handelt sich um ein Ehrengrab des Landes Berlin.
Im Inventar des Stadtmuseums Berlin befindet sich ein Bildnis von Robert Zelle, gemalt in Öl um 1895 von Paula Monjé, einer Schülerin der Düsseldorfer Malerschule.

## Werke
- Handbuch des geltenden öffentlichen und Privatrechts für das gebiet des preußischen Landrechts. 5. Aufl. Berlin 1905.
- Die Städteordnung von 1853 in ihrer heutigen Gestalt. 4. Aufl. Berlin 1904.